# Liste der Kantone im Département Nièvre
Das Département Nièvre liegt in der Region Bourgogne-Franche-Comté in Frankreich. Es untergliedert sich in vier Arrondissements mit 17 Kantonen (französisch cantons).

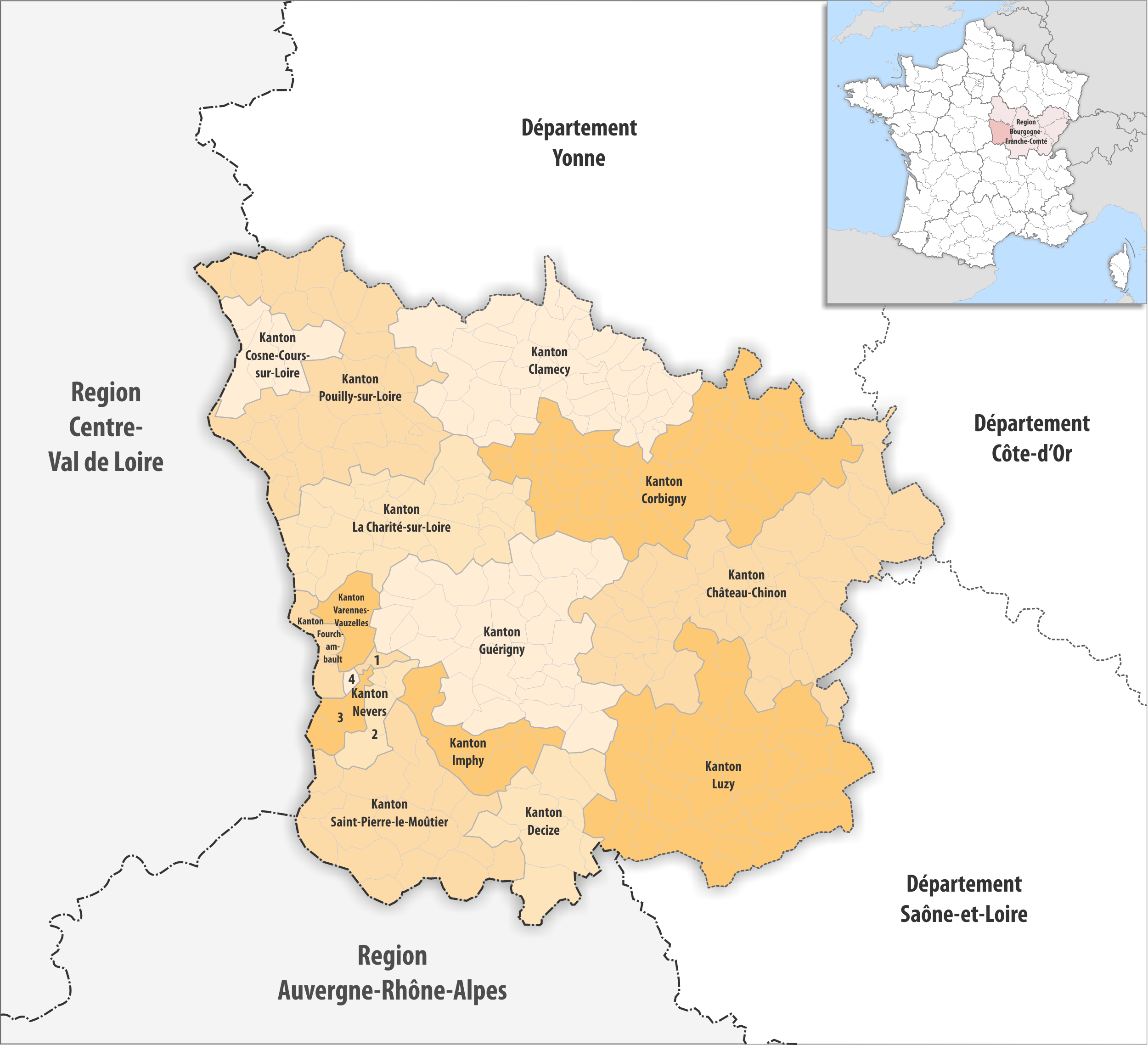
Gemeinden und Kantone im Département Nièvre

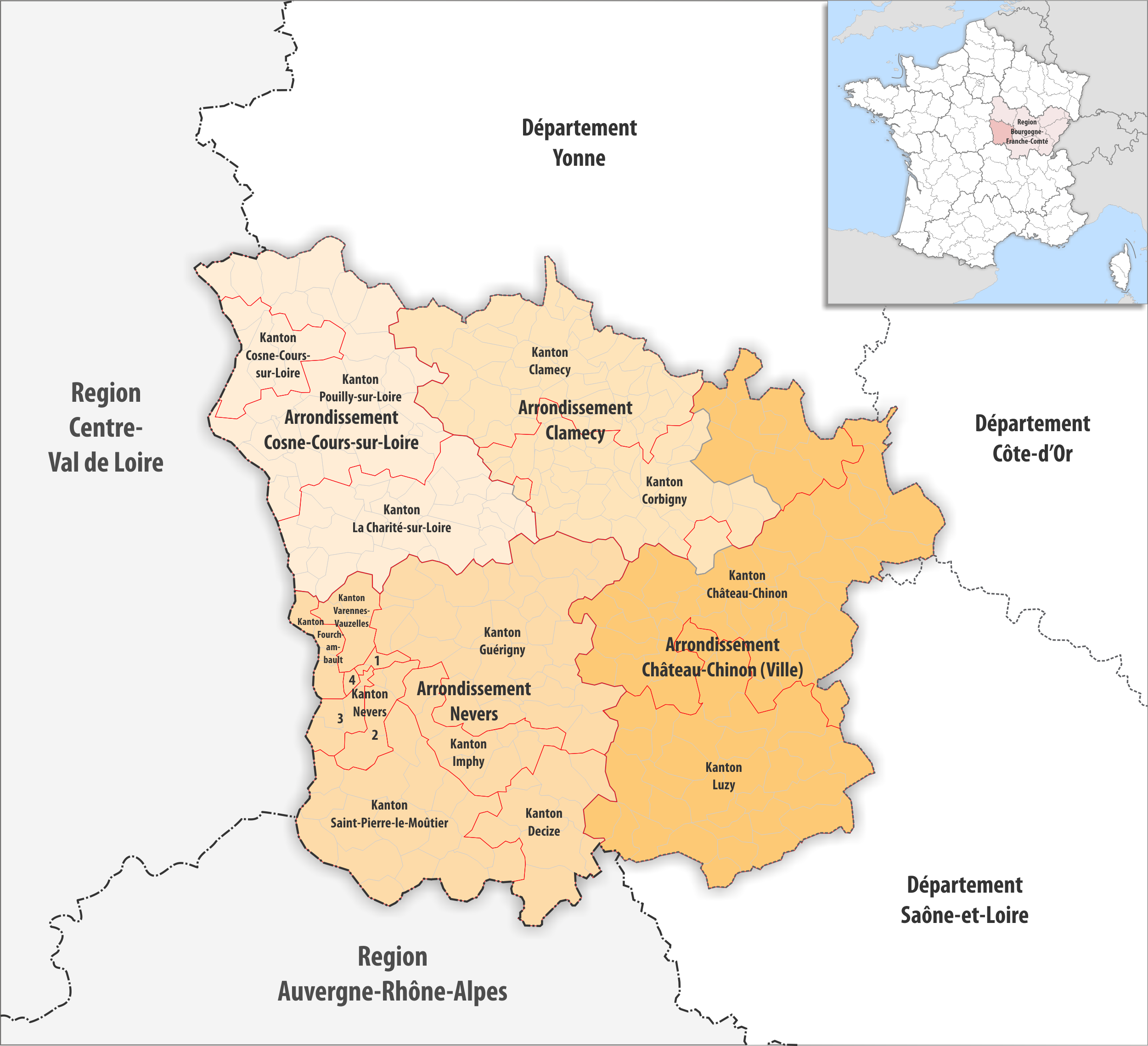
Gemeinden, Arrondissemente und Kantone im Département Nièvre

| Kanton                  | Gemeinden | Einwohner 1. Januar 2022 | Fläche km² | Dichte Einw./km² | Code INSEE | Arrondissement(e)               |
| ----------------------- | --------- | ------------------------ | ---------- | ---------------- | ---------- | ------------------------------- |
| La Charité-sur-Loire    | 28        | 14.045                   | 506,50     | 28               | 5801       | Clamecy, Cosne-Cours-sur-Loire  |
| Château-Chinon          | 40        | 12.117                   | 1.028,94   | 12               | 5802       | Château-Chinon (Ville), Clamecy |
| Clamecy                 | 46        | 13.356                   | 665,05     | 20               | 5803       | Clamecy                         |
| Corbigny                | 45        | 9.879                    | 798,98     | 12               | 5804       | Château-Chinon (Ville), Clamecy |
| Cosne-Cours-sur-Loire   | 7         | 14.013                   | 169,84     | 83               | 5805       | Cosne-Cours-sur-Loire           |
| Decize                  | 9         | 10.171                   | 284,24     | 36               | 5806       | Nevers                          |
| Fourchambault           | 4         | 12.083                   | 64,16      | 188              | 5807       | Nevers                          |
| Guérigny                | 32        | 14.038                   | 749,49     | 19               | 5808       | Nevers                          |
| Imphy                   | 9         | 9.753                    | 174,12     | 56               | 5809       | Nevers                          |
| Luzy                    | 32        | 11.785                   | 895,02     | 13               | 5810       | Château-Chinon (Ville)          |
| Nevers-1                | 1 ⁄4      | 11.316                   | 13,32      | 850              | 5811       | Nevers                          |
| Nevers-2                | 3 1⁄4     | 11.209                   | 77,91      | 144              | 5812       | Nevers                          |
| Nevers-3                | 3 1⁄4     | 11.396                   | 58,31      | 195              | 5813       | Nevers                          |
| Nevers-4                | 1⁄4       | 10.302                   | 6,42       | 1.605            | 5814       | Nevers                          |
| Pouilly-sur-Loire       | 29        | 14.515                   | 726,99     | 20               | 5815       | Cosne-Cours-sur-Loire           |
| Saint-Pierre-le-Moûtier | 17        | 9.802                    | 519,24     | 19               | 5816       | Nevers                          |
| Varennes-Vauzelles      | 3         | 12.519                   | 78,18      | 160              | 5817       | Nevers                          |
| Département Nièvre      | 309       | 202.299                  | 6.816,71   | 30               | 58         | –                               |

## Liste ehemaliger Kantone
Bis zum Neuzuschnitt der französischen Kantone im März 2015 war das Département Nièvre wie folgt in 32 Kantone unterteilt:
| Arrondissement         | Kantone |
| ---------------------- | --- |
| Château-Chinon (Ville) | Château-Chinon, Châtillon-en-Bazois, Fours, Luzy, Montsauche-les-Settons, Moulins-Engilbert                                                                                 |
| Clamecy                | Brinon-sur-Beuvron, Clamecy, Corbigny, Lormes, Tannay, Varzy |
| Cosne-Cours-sur-Loire  | La Charité-sur-Loire, Cosne-Cours-sur-Loire-Nord, Cosne-Cours-sur-Loire-Sud, Donzy, Pouilly-sur-Loire, Prémery, Saint-Amand-en-Puisaye                                      |
| Nevers                 | Decize, Dornes, Guérigny, Imphy, La Machine, Nevers-Centre, Nevers-Est, Nevers-Nord, Nevers-Sud, Pougues-les-Eaux, Saint-Benin-d’Azy, Saint-Pierre-le-Moûtier, Saint-Saulge |